# Vicente I Gonzaga de Mantua

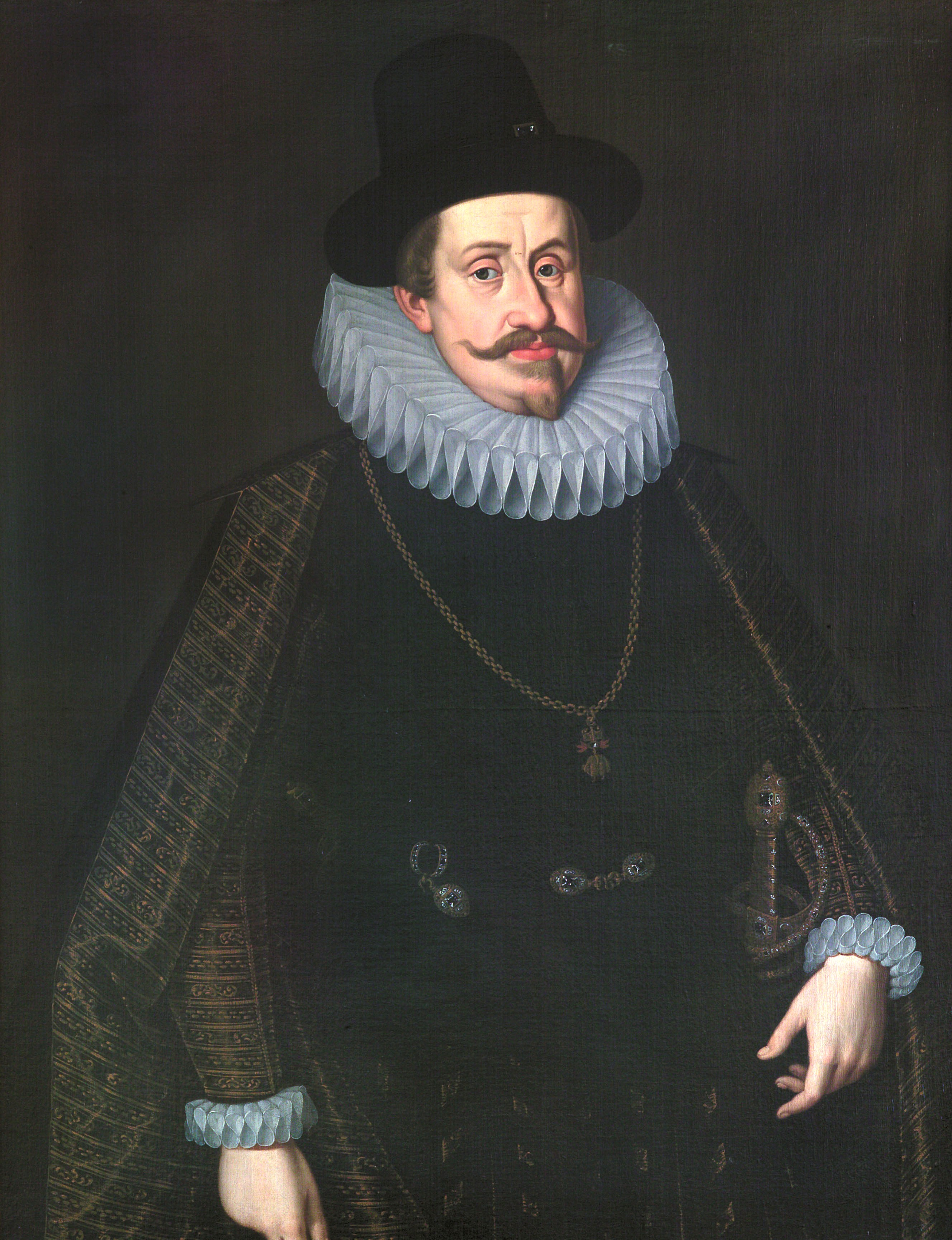
Vicente I Gonzaga de Mantua

Vicente I Gonzaga, en italiano Vincenzo I Gonzaga (Mantua, 22 de septiembre de 1562-Mantua, 18 de febrero de 1612), duque de Mantua y de Monferrato (1587-1612).

## Biografía
Fue el primogénito del duque Guillermo Gonzaga y de la archiduquesa austriaca Leonor de Habsburgo (hija del emperador Fernando I y de Ana Jagellón de Hungría y Bohemia, hija del rey Vladislao II de Hungría). Nació en el Palacio Ducal.
Vicente fue uno de los hombres más representativos de su periodo, uno de los grandes príncipes de Renacimiento. Bajo su gobierno, Mantua se convirtió en un centro del arte en Italia. De carácter completamente opuesto a su padre, Vicente se distinguió por su prodigalidad, por sus excesos, así como por su amor por el lujo más desenfrenado. Memorables fueron sus banquetes con bellas damas y las excursiones nocturnas en compañía de amigos, que a menudo terminaban en reyertas.
Durante uno de estos últimos, el 3 de julio de 1582 , acompañado por Ippolito Lanzoni, un cortesano vicioso y libertino, detestado por su padre Guillermo, tuvo que enfrentarse al joven científico escocés James Crichton, conocido como "Critonio", en cambio celebrado en gran consideración por parte del padre de Vicente, que lo había convertido en su consejero favorito. Vicente, a su vez, detestaba a Chrichton y el enfrentamiento terminó en un doble asesinato: Chrichton mató a Lanzoni, pero luego fue asesinado por Vicente. Rogando perdón a su padre, furioso por el asesinato de su asesor, Vicente fue absuelto.
Deseoso de rememorar la gesta de sus antepasados, organizó una costosa expedición en Hungría para combatir a los turcos. Como un modo de dar prueba de valor, en cuanto en su campaña, tras una breve escaramuza, la expedición regresó y se realizó una fiesta y recibimiento organizado por donde pasaba el ejército gonzagesco.
Una de las obras arquitectónicas que realizó el duque Vicente fue la construcción de la poderosa ciudadela de Casale Monferrato, para protegerse de los ataques de su rivales. 
Liberó a Tasso de la prisión y tuvo en su corte al joven Claudio Monteverdi, así como el importante arquitecto cremonense llamado Giuseppe Dattaro, autor de su residencia de caza en Marmirolo. Para la representación de la obra, el duque construyó un teatro con capacidad para 1000 espectadores. El edificio fue destruido durante el Saqueo de Mantua. 
Vicente conoció en un viaje a Flandes al joven Pieter Paul Rubens y lo invitó a Mantua. Luego de este hecho, dirigió su primera misión en España.

## Matrimonios e hijos
Vicente se casó en 1581 con Margarita Farnesio (1567 – 1643), hija del duque de Parma Alejandro Farnesio. Sin embargo, dos años después, el matrimonio (sin descendencia) fue anulado, por no haberse consumado nunca probablemente debido a una malformación física de la novia. El tema se volvió espinoso: los Gonzaga querían que Margarita se fuera mientras que a los Farnesio no les gustaba considerarlo una afrenta y difundían el rumor de que la falta de descendencia se debía a la impotencia del novio. Finalmente se alcanzó la anulación al año y Margarita se retiró a un convento.
En segundas nupcias, contrajo matrimonio el 29 de abril de 1584 con su prima hermana Leonor de Médici (1567 – 1611), de diecisiete años, hija del Gran Duque Francisco I de Toscana y de la archiduquesa austriaca Juana de Habsburgo-Jagellón. La joven tenía una madrastra, Bianca Cappello, quien, incitada por demasiados años como favorita del Gran Duque, aprovechó para avergonzar a los nobles de Gonzaga, que la habían despreciado por sus orígenes como cortesana veneciana, y les exigió demostraran fehacientemente las cualidades varoniles del futuro novio. Para asegurar la regularidad de la inspección íntima, se formó una comisión de médicos y diplomáticos.
La primera prueba de la aptitud para la desfloración se llevó a cabo en Florencia, donde el duque llegó lleno de osadía, pero resultó en una retirada muy poco masculina. Los documentos informan que la erección se llevó a cabo, pero no fue muy evidente ni duradera, por lo que los expertos no pudieron asegurar que Vincente pudiera cumplir con sus deberes.
El segundo juicio se llevó a cabo en Venecia el 15 de marzo de 1584. El "campo de pruebas" fue una muchacha, Giulia Albizzi, de 21 años, a quien los Medici se comprometieron a compensar con una buena dote de 3.000 escudos(1 /100 de lo que percibió la segunda esposa de Vicente) y un marido de fácil olvido( recientemente se ha descubierto, que su marido fue un músico que fue asesinado, pero Giuliana tuvo poca  purificación y olvido por parte de la Iglesia).
Para Vincenzo, un verdadero ensayo general antes de la boda. En la noche de la prueba, el examinador llegó a la cita haciendo alarde de confianza, hinchado de alimentos picantes consumidos en abundancia por considerarse afrodisíacos. En cambio, fueron las especias y las libaciones las que lo traicionaron al infligirle un cólico intestinal dramático y la segunda figura delgada.
Fue necesario un tercer "asalto" para asegurar a la prestigiosa novia. Testigos presenciales certificaron el resultado del coito noble, verbalizando la erección, apariencia y dimensiones de la "vara ducal" y acompañando el informe con los detalles del interrogatorio al que fue sometida la joven.
Del segundo matrimonio nacieron:
- Francisco Gonzaga (1586 – 1612), sucesor de su padre en Mantua con el nombre di Francisco IV y del Monferrato con el nombre de Francisco II.
- Fernando (1587 – 1626), cardenal desde 1607, duque de Mantua y Monferrato, sucesor de su hermano.
- Guillermo Domingo Gonzaga "Lungaspada" o "Larga espada" (1589 – 1591) nombrado marqués de Monferrato.
- Margarita (1591 – 1632), casada en 1606 con el duque Enrique II de Lorena (1563 – 1624), sobrino de Enrique IV de Francia.
- Vicente (1594 – 1627) cardenal desde 1615, y sucesor de su hermano Fernando en Mantua e Monferrato desde 1626 con el nombre de Vicente II.
- Leonor Gonzaga (1598 – 1655), casada en 1622 con el emperador Fernando II de Habsburgo (9 de septiembre de 1578-15 de febrero de 1637).

Hijos naturales de Vicente I Gonzaga con la condesa Agnese Argotta (1570-1612) esposa de Próspero del Carretto, marqués de Grana:
- Francisco Gonzaga (1588-1673) Obispo de Cariati y de Nola en 1657.[10]
- Silvio Gonzaga (1592-1612)[11]  Caballero de Malta, poeta en la Corte de Mantua.
- Juan Gonzaga (murió en 1679) Ministro de Fernando Carlos Gonzaga en Turín.
- Leonor Gonzaga. Monja.
- Francisca Gonzaga (1593- ) hija de Felicita Guerreri, nieta de Tullio Guerreri el maestro de Cámara de Vicente I de Mantua.

## Ancestros
|  |                                       |  |  |  |  |  |  |  |  |  |  |  |  |  |  |  |
|  | 16. Federico I Gonzaga                |  |  |  |  |  |  |  |  |  |  |  |  |  |  |  |
|  |                                       |  |  |  |  |  |  |  |  |  |  |  |  |  |  |  |
|  |                                       |  |  |  |  |  |  |  |  |  |  |  |  |  |  |  |
|  | 8. Duque Francisco II                 |  |  |  |  |  |  |  |  |  |  |  |  |  |  |  |
|  |                                       |  |  |  |  |  |  |  |  |  |  |  |  |  |  |  |
|  |                                       |  |  |  |  |  |  |  |  |  |  |  |  |  |  |  |
|  | 17. Margarita de Baviera              |  |  |  |  |  |  |  |  |  |  |  |  |  |  |  |
|  |                                       |  |  |  |  |  |  |  |  |  |  |  |  |  |  |  |
|  |                                       |  |  |  |  |  |  |  |  |  |  |  |  |  |  |  |
|  | 4. Duque Federico II                  |  |  |  |  |  |  |  |  |  |  |  |  |  |  |  |
|  |                                       |  |  |  |  |  |  |  |  |  |  |  |  |  |  |  |
|  |                                       |  |  |  |  |  |  |  |  |  |  |  |  |  |  |  |
|  | 18. Hércules I de Este                |  |  |  |  |  |  |  |  |  |  |  |  |  |  |  |
|  |                                       |  |  |  |  |  |  |  |  |  |  |  |  |  |  |  |
|  |                                       |  |  |  |  |  |  |  |  |  |  |  |  |  |  |  |
|  | 9. Isabel de Este                     |  |  |  |  |  |  |  |  |  |  |  |  |  |  |  |
|  |                                       |  |  |  |  |  |  |  |  |  |  |  |  |  |  |  |
|  |                                       |  |  |  |  |  |  |  |  |  |  |  |  |  |  |  |
|  | 19. Leonor de Aragón                  |  |  |  |  |  |  |  |  |  |  |  |  |  |  |  |
|  |                                       |  |  |  |  |  |  |  |  |  |  |  |  |  |  |  |
|  |                                       |  |  |  |  |  |  |  |  |  |  |  |  |  |  |  |
|  | 2. Duque Guillermo I                  |  |  |  |  |  |  |  |  |  |  |  |  |  |  |  |
|  |                                       |  |  |  |  |  |  |  |  |  |  |  |  |  |  |  |
|  |                                       |  |  |  |  |  |  |  |  |  |  |  |  |  |  |  |
|  | 20. Bonifacio III de Montferrato      |  |  |  |  |  |  |  |  |  |  |  |  |  |  |  |
|  |                                       |  |  |  |  |  |  |  |  |  |  |  |  |  |  |  |
|  |                                       |  |  |  |  |  |  |  |  |  |  |  |  |  |  |  |
|  | 10. Marqués Guillermo IX              |  |  |  |  |  |  |  |  |  |  |  |  |  |  |  |
|  |                                       |  |  |  |  |  |  |  |  |  |  |  |  |  |  |  |
|  |                                       |  |  |  |  |  |  |  |  |  |  |  |  |  |  |  |
|  | 21. María Branković                   |  |  |  |  |  |  |  |  |  |  |  |  |  |  |  |
|  |                                       |  |  |  |  |  |  |  |  |  |  |  |  |  |  |  |
|  |                                       |  |  |  |  |  |  |  |  |  |  |  |  |  |  |  |
|  | 5. Margarita Paleólogo                |  |  |  |  |  |  |  |  |  |  |  |  |  |  |  |
|  |                                       |  |  |  |  |  |  |  |  |  |  |  |  |  |  |  |
|  |                                       |  |  |  |  |  |  |  |  |  |  |  |  |  |  |  |
|  | 22. Renato de Alençon                 |  |  |  |  |  |  |  |  |  |  |  |  |  |  |  |
|  |                                       |  |  |  |  |  |  |  |  |  |  |  |  |  |  |  |
|  |                                       |  |  |  |  |  |  |  |  |  |  |  |  |  |  |  |
|  | 11. Ana de Alençon                    |  |  |  |  |  |  |  |  |  |  |  |  |  |  |  |
|  |                                       |  |  |  |  |  |  |  |  |  |  |  |  |  |  |  |
|  |                                       |  |  |  |  |  |  |  |  |  |  |  |  |  |  |  |
|  | 23. Margarita de Lorena               |  |  |  |  |  |  |  |  |  |  |  |  |  |  |  |
|  |                                       |  |  |  |  |  |  |  |  |  |  |  |  |  |  |  |
|  |                                       |  |  |  |  |  |  |  |  |  |  |  |  |  |  |  |
|  | 1. Vicente I Gonzaga                  |  |  |  |  |  |  |  |  |  |  |  |  |  |  |  |
|  |                                       |  |  |  |  |  |  |  |  |  |  |  |  |  |  |  |
|  |                                       |  |  |  |  |  |  |  |  |  |  |  |  |  |  |  |
|  | 24. Maximiliano I de Habsburgo        |  |  |  |  |  |  |  |  |  |  |  |  |  |  |  |
|  |                                       |  |  |  |  |  |  |  |  |  |  |  |  |  |  |  |
|  |                                       |  |  |  |  |  |  |  |  |  |  |  |  |  |  |  |
|  | 12. Rey Felipe I                      |  |  |  |  |  |  |  |  |  |  |  |  |  |  |  |
|  |                                       |  |  |  |  |  |  |  |  |  |  |  |  |  |  |  |
|  |                                       |  |  |  |  |  |  |  |  |  |  |  |  |  |  |  |
|  | 25. Maria de Borgoña                  |  |  |  |  |  |  |  |  |  |  |  |  |  |  |  |
|  |                                       |  |  |  |  |  |  |  |  |  |  |  |  |  |  |  |
|  |                                       |  |  |  |  |  |  |  |  |  |  |  |  |  |  |  |
|  | 6. Sacro Emperador Fernando I         |  |  |  |  |  |  |  |  |  |  |  |  |  |  |  |
|  |                                       |  |  |  |  |  |  |  |  |  |  |  |  |  |  |  |
|  |                                       |  |  |  |  |  |  |  |  |  |  |  |  |  |  |  |
|  | 26. Fernando II de Aragón             |  |  |  |  |  |  |  |  |  |  |  |  |  |  |  |
|  |                                       |  |  |  |  |  |  |  |  |  |  |  |  |  |  |  |
|  |                                       |  |  |  |  |  |  |  |  |  |  |  |  |  |  |  |
|  | 13. Juana I de Castilla               |  |  |  |  |  |  |  |  |  |  |  |  |  |  |  |
|  |                                       |  |  |  |  |  |  |  |  |  |  |  |  |  |  |  |
|  |                                       |  |  |  |  |  |  |  |  |  |  |  |  |  |  |  |
|  | 27. Isabel I de Castilla              |  |  |  |  |  |  |  |  |  |  |  |  |  |  |  |
|  |                                       |  |  |  |  |  |  |  |  |  |  |  |  |  |  |  |
|  |                                       |  |  |  |  |  |  |  |  |  |  |  |  |  |  |  |
|  | 3. Leonor de Habsburgo                |  |  |  |  |  |  |  |  |  |  |  |  |  |  |  |
|  |                                       |  |  |  |  |  |  |  |  |  |  |  |  |  |  |  |
|  |                                       |  |  |  |  |  |  |  |  |  |  |  |  |  |  |  |
|  | 28. Rey Casimiro IV de Polonia        |  |  |  |  |  |  |  |  |  |  |  |  |  |  |  |
|  |                                       |  |  |  |  |  |  |  |  |  |  |  |  |  |  |  |
|  |                                       |  |  |  |  |  |  |  |  |  |  |  |  |  |  |  |
|  | 14. Vladislao II de Bohemia y Hungría |  |  |  |  |  |  |  |  |  |  |  |  |  |  |  |
|  |                                       |  |  |  |  |  |  |  |  |  |  |  |  |  |  |  |
|  |                                       |  |  |  |  |  |  |  |  |  |  |  |  |  |  |  |
|  | 29. Isabel de Habsburgo de Hungría    |  |  |  |  |  |  |  |  |  |  |  |  |  |  |  |
|  |                                       |  |  |  |  |  |  |  |  |  |  |  |  |  |  |  |
|  |                                       |  |  |  |  |  |  |  |  |  |  |  |  |  |  |  |
|  | 7. Ana Jagellón de Hungría y Bohemia  |  |  |  |  |  |  |  |  |  |  |  |  |  |  |  |
|  |                                       |  |  |  |  |  |  |  |  |  |  |  |  |  |  |  |
|  |                                       |  |  |  |  |  |  |  |  |  |  |  |  |  |  |  |
|  | 30. Gastón II de Foix                 |  |  |  |  |  |  |  |  |  |  |  |  |  |  |  |
|  |                                       |  |  |  |  |  |  |  |  |  |  |  |  |  |  |  |
|  |                                       |  |  |  |  |  |  |  |  |  |  |  |  |  |  |  |
|  | 15. Ana de Foix-Candale               |  |  |  |  |  |  |  |  |  |  |  |  |  |  |  |
|  |                                       |  |  |  |  |  |  |  |  |  |  |  |  |  |  |  |
|  |                                       |  |  |  |  |  |  |  |  |  |  |  |  |  |  |  |
|  | 31. Catalina de Foix                  |  |  |  |  |  |  |  |  |  |  |  |  |  |  |  |
|  |                                       |  |  |  |  |  |  |  |  |  |  |  |  |  |  |  |
|  |                                       |  |  |  |  |  |  |  |  |  |  |  |  |  |  |  |